# Souvrství Denver

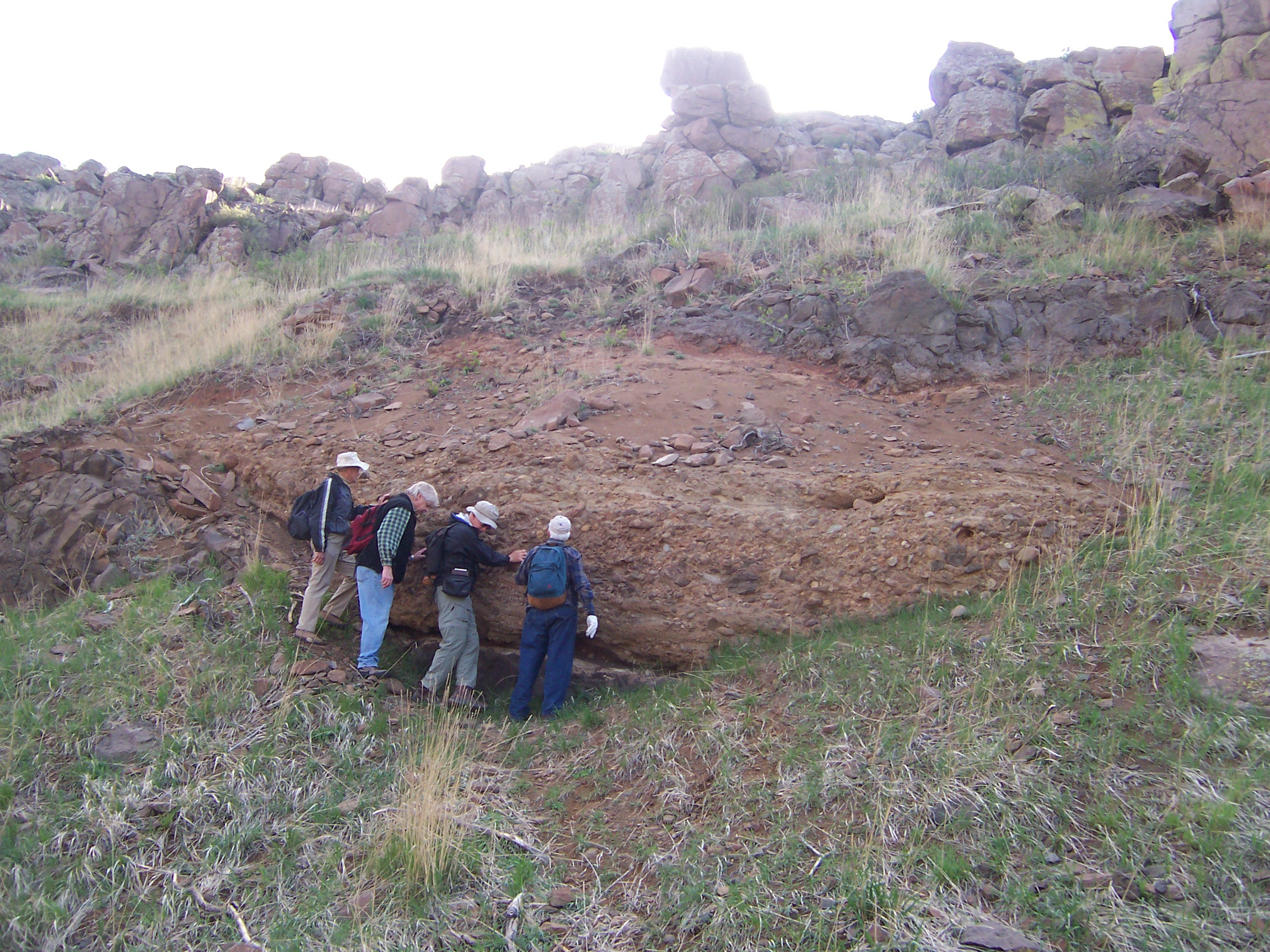
Geologové zkoumají horniny souvrství Denver v lokalitě North Table Mountain.

Souvrství Denver je geologickou formací na území Colorada v USA (v okolí města Denver, od kterého odvozuje svůj název). Stáří sedimentů činí asi 68 až 62 milionů let, jedná se tedy o usazeniny z nejpozdnější křídy (geologický stupeň maastricht) až paleocénu. Součástí souvrství je tedy rovněž předěl křídy a kenozoika, neboli hranice K-Pg. Mocnost sedimentů kolísá mezi 180 a 480 metry, nejběžnější horninou je prachovec, pískovec a jílovec. Souvrství bylo pojmenováno a formálně stanoveno trojicí geologů v roce 1896 a je známé zejména objevy posledních žijících druhohorních dinosaurů. Dalšími zde objevenými živočichy jsou například želvy a druhohorní i raně třetihorní savci. Početné jsou také fosilie rostlin.

## Dinosauří fauna
Rohatí dinosauři

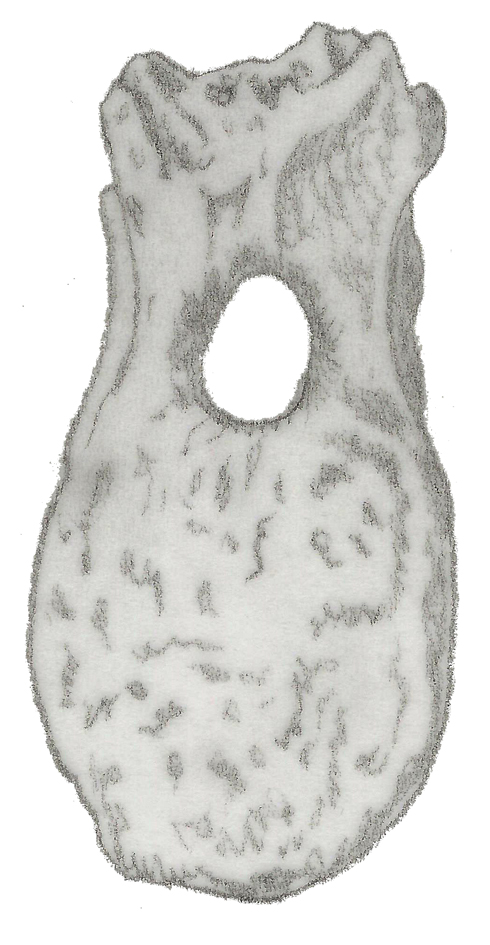
Nákres obratle hadrosaurida druhu Cionodon arctatus.

- Polyonax mortuarius (pochybný taxon)[10]
- Triceratops sp.[11]

Ornitopodi
- Cionodon arctatus (pochybný taxon)
- Edmontosaurus sp.

Pachycefalosauridi
- Pachycephalosaurus sp.

Teropodi
- Aublysodon mirandus (pochybný taxon, pravděpodobně tyranosaurid)[12]
- Ornithomimus velox
- Tyrannosaurus rex (může se jednat také o jiný (nový) druh rodu Tyrannosaurus)[13][14]